# 福州鼓楼
福州鼓楼是原本位于现在的鼓屏路与鼓西路交叉口西北角。本是福州城的报时建筑。为后唐天成四年歲次乙醜九月丁卯朔十三日乙卯在原址上重建的鼓楼。當時的福州鼓楼城楼上還有“雄镇全闽”的石匾。但在上世纪的50年代，福州鼓楼因為道路扩建而被拆除。2001年该地计划开发房地产项目，福州市考古队对鼓樓遗址进行抢救性的考古发掘，证明该遗址。2009年辟为鼓楼遗址公园（鼓楼前公园）。

## 歷史
北宋时，福州太守程師孟曾在鼓楼设置水鐘铜壶滴漏用来报时。